# Arroz-dourado
Arroz dourado é um cultivo de arroz (Oryza sativa) geneticamente modificado para a síntese de β-caroteno, molécula precursora da síntese de vitamina A no corpo humano, com coloração característica. 

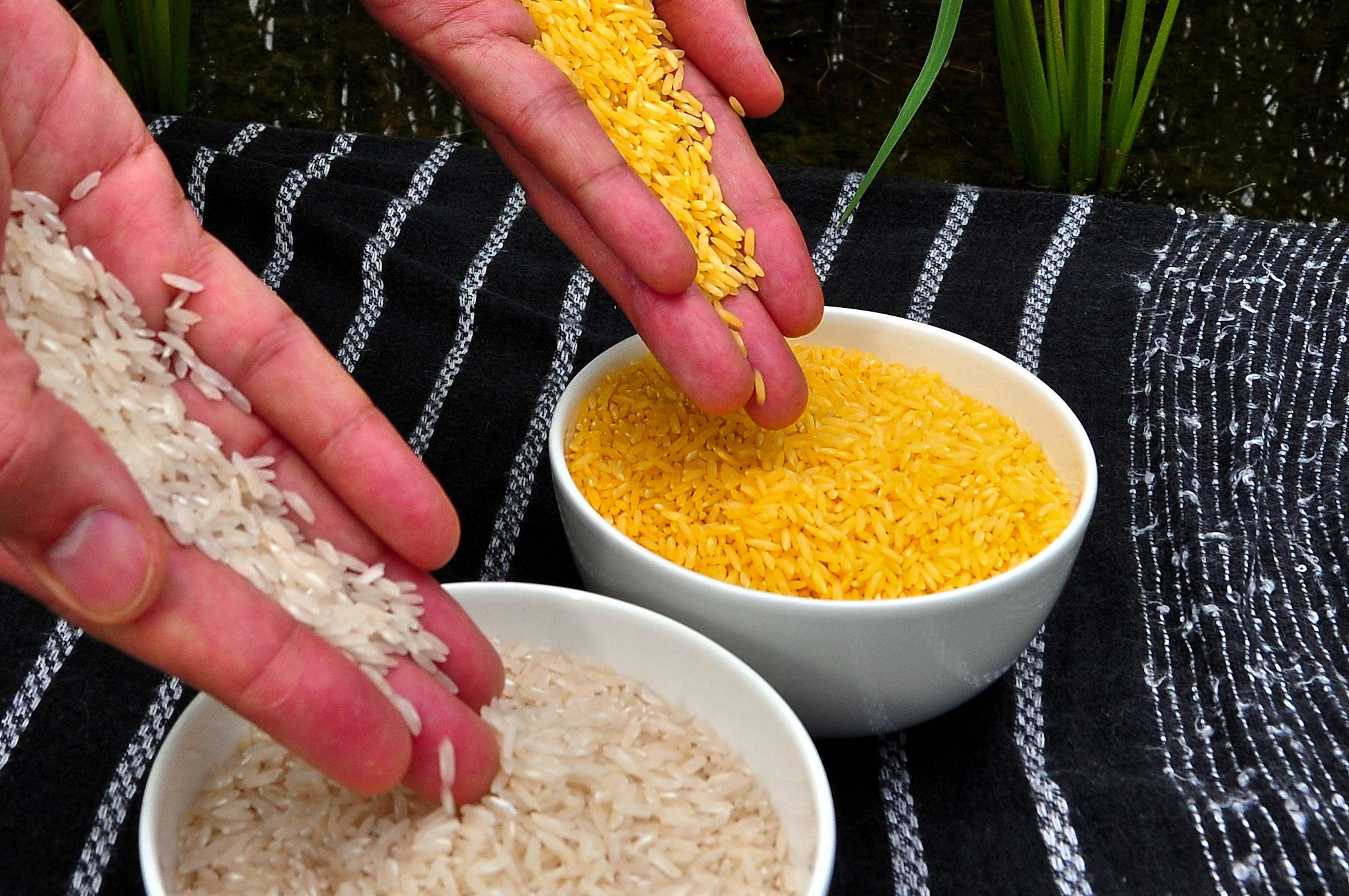
Arroz dourado em comparação ao arroz comum

 Como a versão original do alimento possui uma ausência fundamental do micronutriente, a criação do arroz dourado teve como intuito a produção de uma variedade fortificada para combater a deficiência de vitamina A em países em desenvolvimento da África, América Latina e principalmente da Ásia, onde o consumo do grão é elevado, podendo chegar a 70% das calorias diárias, e o acesso a alimentos ricos em β-caroteno ou vitamina A pré-formada é limitado.
Essa variedade do arroz tem como proposta aumentar a disponibilidade de vitamina A, que é essencial para várias funções do organismo humano, como desenvolvimento e funcionamento da visão, diferenciação e manutenção de células, produção de hemácias sanguíneas e metabolismo do sistema imune. Sua deficiência pode gerar sintomas como cegueira noturna, xeroftalmia (olho seco) e cegueira absoluta, também exacerbando casos clínicos como diarreia, doenças respiratórias e doenças comumente associadas à infância, como o sarampo. De acordo com a Organização Mundial da Saúde (OMS), estima-se que a deficiência de vitamina A atinja milhões de crianças e mulheres grávidas, estando presente em 122 países de maneira expressiva.

## História
O arroz dourado foi desenvolvido durante a década de 1990 por Ingo Potrykus e Peter Beyer, a partir de uma iniciativa da Fundação Rockefeller. No ano de 2005, em parceria com a empresa suíça de biotecnologia Syngenta, Rachel Drake desenvolveu a segunda geração do arroz dourado, capaz de concentrar muito mais β-caroteno que a versão anterior, propiciando metade da quantidade necessária de vitamina A diária em aproximadamente 60 gramas do alimento cru.
Até o ano de 2018, nenhum país aprovou formalmente o arroz dourado. Foi considerado seguro para consumo por quatro países, incluindo Estados Unidos e Canadá. Em 2017, o Instituto Internacional de Investigação do Arroz (IRRI), entidade que participou do desenvolvimento da segunda geração do alimento, submeteu pedidos de aprovação regulatória do arroz dourado para as nações de Bangladesh e Filipinas, podendo colocar planos de aplicação do cultivo em prática de acordo com as respostas a serem recebidas.
Em 2021, as Filipinas se tornaram o primeiro país a aprovar a plantação e comercialização do arroz enriquecido para comércio, país onde cerca de 20% das crianças sofrem com a deficiência de vitamina A.

## Genética
Para que ocorra a síntese de β-caroteno no arroz dourado, foram incluídos dois genes na versão original do alimento, de modo a ocorrer a expressão das enzimas correspondentes no endosperma do grão, que é a parte comestível. A primeira enzima é a fitoeno sintase (psy) da flor Narcissus pseudonarcissus, que forma o composto fitoeno a partir do geranilgeranil difosfato, formado através de processos metabólicos que possuem o piruvato e o gliceraldeído-3-fosfato como substratos iniciais.
A segunda enzima é uma fitoeno desaturase da bactéria Erwinia uredovora, que introduz quatro ligações duplas no fitoeno e o transforma em licopeno. Para a transformação do licopeno em β-caroteno, de início se pensou que seria necessária a adição de um terceiro gene correspondente a enzima licopeno β-ciclase, porém, posteriormente foi descoberto que o grão de arroz já a produz.
No desenvolvimento da segunda geração do arroz dourado, a principal alteração implementada foi a substituição da enzima psy anteriormente presente por outra enzima psy de uma espécie de milho, que resultou em um maior acúmulo de β-caroteno.

## Controvérsia
Desde sua origem, o arroz dourado vem sendo alvo de diversas críticas a partir de organizações como a Greenpeace, que afirma que nos vinte anos em que o produto vem sendo desenvolvido, o dinheiro investido poderia ter sido usado para combater a deficiência de vitamina A com soluções mais imediatas, como a fortificação alimentar, suplementação e agricultura familiar. Além disso, também foram citados os fatores culturais que serão afetados pela substituição do consumo tradicional do arroz comum.
A perda de biodiversidade também é um ponto levantado, pois as plantações de arroz, que geralmente se baseiam em monoculturas, poderiam causar grandes impactos no ecossistema local.
A eficácia do produto também é questionada, alguns afirmam que ele não produz vitamina A suficiente para suprir a necessidade, especialmente de indivíduos que estão com deficiência da mesma. Porém estudos recentes demonstram que o arroz dourado é uma fonte válida, mas não necessariamente supre as necessidades diárias. Mas também outros estudos dizem que a inserção de micronutrientes em alimentos por meio de engenharia genética não garante uma dieta diversa, que é um fator importante para a saúde, segundo a OMS.
No geral, as críticas ao arroz dourado são as mesmas que as dirigidas a alimentos geneticamente modificados.